# Sean Lock

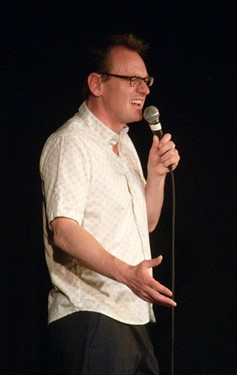
Sean Lock (2008)

Sean Michael Lock (* 22. April 1963 in Chertsey, Surrey; † 16. August 2021  in Surrey, England) war ein britischer Schauspieler und Komiker.

## Leben
Lock wurde in der Grafschaft Surrey als Sohn von Mary McCreesh und Sidney Lock, einem Bauarbeiter, geboren. Er wuchs in Woking auf, wo er die „St. John the Baptist School“ besuchte. Sean Lock war das jüngste von vier Geschwistern.
Als Jugendlicher sah er Arthouse-Filme auf BBC Two und nannte den russischen Science-Fiction-Film Stalker (1979) als einen, der ihn stark beeinflusst hatte. 1981 verließ er die Schule mit der Note E in Englisch. Danach besorgte ihm sein Vater eine Anstellung auf dem Bau, bei der er Betonplatten von Gebäuden abisolierte. Nachdem er sieben Jahre in dem Beruf gearbeitet hatte, reiste er umher und nahm verschiedene Gelegenheitsarbeiten an. So arbeitete er sechs Wochen lang auf einem französischen Bauernhof als Ziegenhirte und in einem Kibbuz in Israel; während dieser Zeit arbeitete er auch als Toilettenreiniger und Büroangestellter im britischen Ministerium für Gesundheit und soziale Sicherheit (engl. Department of Health and Social Care; DHSC).
Lock beschloss sich der Schauspielerei zu widmen und schrieb sich am Drama Centre London ein, für das er ein Stipendium erhalten hatte. Später wollte er die Ausbildung abbrechen, hätte in diesem Fall aber sein Stipendium zurückzahlen müssen; er begann deshalb schlecht zu schauspielern, mit der Absicht, entlassen zu werden. Das klappte jedoch nicht, da seine neue Herangehensweise großen Beifall fand; er initiierte einen Aufstand unter den Studenten und wurde schließlich von der Schule verwiesen und arbeitete im Anschluss wieder in seinem alten Beruf.
Nachdem er Komiker wie Alexei Sayle und Paul Merton in Comedy-Clubs gesehen hatte, beschloss er, sich selbst der Comedy zu widmen. Während dieser Zeit besuchte er Comedy-Shows in Londoner Pubs und begann dort in seiner Freizeit aufzutreten. 1988 hatte Lock seinen ersten offiziellen Auftritt in einem Pub in Stoke Newington in London. Nachdem er für seinen zwanzigminütigen Auftritt 15 Pfund als Gage erhalten hatte, wurde ihm klar, dass er damit seinen Lebensunterhalt verdienen und Karriere machen könnte.
Im Jahr 1990 wurde bei Lock Hautkrebs diagnostiziert, den er auf übermäßige Sonneneinstrahlung während seiner Arbeit als Bauarbeiter in den frühen 1980er Jahren zurückführte. Nach einem Arztbesuch wurde er an einen Dermatologen im Guy’s Hospital in London überwiesen und erholte sich vollständig. Im Mai 2012 unterstützte er eine Veranstaltung zum Thema Sonnenschutz und Schutz vor Hautkrebs.
Lock unterstützte zahlreiche Wohltätigkeitsprojekte. Er war ein aktiver Unterstützer der Suppenküche von Muswell Hill und veröffentlichte im Dezember 2020 ein Video, um Spenden für „Edible London“ zu sammeln, einer Wohltätigkeitsorganisation die Zutaten für eine Million Mahlzeiten bereitstellte, um denjenigen zu helfen, die von der COVID-19-Pandemie im Vereinigten Königreich betroffen waren; das Video sollte sein letzter öffentlicher Auftritt werden. In dem Video scherzte er: „Ich bin Sean Lock. Sie kennen mich vielleicht als den Kerl aus dem Fernsehen, dessen Namen Sie sich nicht merken können.“
Lock, der ein Anhänger des FC Chelsea war, starb im Alter von 58 Jahren in seinem Haus an Lungenkrebs, nachdem die Krankheit bereits einige Jahre zuvor diagnostiziert worden war.
Zu denjenigen, die ihm Tribut zollten, gehörten die 8 Out of 10 Cats-Kollegen Jimmy Carr, Jon Richardson, Rachel Riley und Susie Dent sowie zahlreiche britische Komiker und Schauspieler, darunter Ricky Gervais, Bill Bailey, Lee Mack, Eddie Izzard, Alan Davies, David Mitchell, Rob Brydon, Dara Ó Briain, Jonathan Ross und der ehemalige QI-Moderator Stephen Fry.
Der britische Komiker Harry Hill, der ein persönlicher Freund war, beschrieb ihn im Guardian als den „Comedian’s Comedian“ (Komiker der Komiker). Channel 4 strahlte am 19. August 2021 eine Sondersendung in Gedenken Lock aus, in der seine Stand-up-Show Keep It Light zusammen mit einer Folge von 8 Out Of 10 Cats Does Countdown gezeigt wurde. The Guardian schrieb zu seinem Tod, dass er „als Teamkapitän der ersten 18 Staffeln von 8 Out of 10 Cats in Erinnerung bleiben wird [...] der sich schnell zum größten Star entwickelte“.
Er war bis zu seinem Tod mit Anoushka Nara Giltsoff verheiratet, mit der er zwei Töchter (geboren 2004 und 2006) und einen Sohn (geboren 2009) hatte.

## Karriere
Zu Locks frühen Fernsehauftritten gehörte eine Nebenrolle an der Seite der Komiker Robert Newman und David Baddiel in der Serie Newman und Baddiel in Pieces aus dem Jahr 1993, mit denen er auf Tournee ging. Eine verbreitete Meinung ist, dass Lock der erste Stand-up-Comedian war, der in der Wembley Arena auftrat, da er im Pausenprogramm von „Newman und Baddiel“ auftrat. Laut Lock hatten auch die Komiker Frank Skinner und Eddie Izzard einen wichtigen Einfluss auf seine Comedy-Karriere.
Lock trat regelmäßig in Radio-Panelshows auf, verfasste 1998 ein Drehbuch für Bill Baileys BBC2-Serie Is It Bill Bailey? und hatte seine eigene Show auf BBC Radio 4 namens 15 Minutes of Misery, die 15-minütige Programmlücken zwischen Sendungen füllte. Zur Seite standen ihm dabei die Schauspieler Kevin Eldon und Hattie Hayridge.
15 Minutes of Misery umfasste sechs Sendungen Ende 1998 und Anfang 1999 und wurde später zu der halbstündigen Serie 15 Storeys High erweitert. 15 Storeys High wurde nach zwei Staffeln im Radio in eine Fernsehserie überführt, die im Stil einer linearen Sitcom angelegt war, aber Locks dunklen, surrealen Humor abbildete.
1995 spielte Lock in einer Folge von The World of Lee Evans an der Seite von Lee Evans und Phil Daniels einen entflohenen Mörder. Lock schrieb das Drehbuch für Andrew Köttings Spielfilm This Filthy Earth von 2001, der auf dem Roman Die Erde von Émile Zola basiert. 2004 hatte Lock einen Gastauftritt in Top Buzzer von Johnny Vaughan – der ersten „Dope“-Oper.
Von 2005 bis 2015 war er ein Teamkapitän der Channel-4-Panelshow 8 Out of 10 Cats und von 2012 bis 2021 bei deren Ableger 8 Out of 10 Cats Does Countdown.
Im Frühjahr 2006 moderierte er seine eigene Unterhaltungsshow auf Channel 4 namens TV Heaven, Telly Hell. Lock arbeitete 2006 als Sprecher in der BBC-Produktion World Cup Goals Galore. 2008 trat er bei The Big Fat Quiz of the Year auf, zusammen in einem Team mit James Corden. Lock trat auch in vielen weiteren beliebten britischen Fernseh-Panelshows auf, darunter Have I Got News for You, QI und They Think It's All Over; er war auch prominenter Gast in The Last Leg. Lock wurde 2009 „The Curator“ (dt. Der Kurator) in der zweiten Staffel der Radioserie The Museum of Curiosity und löste damit Bill Bailey ab.
2010 nahm Lock an der Channel 4's Comedy Gala teil, einer Benefizshow zu Gunsten des Great Ormond Street Children’s Hospital, das live in der The O2 Arena in London aufgezeichnet wurde. Er trat außerdem in einem Video der Wohltätigkeitsorganisation Shelter auf, das auf das Problem unseriöser Vermieter hinweisen sollte. Im Jahr 2011 übernahm er von Journalist John Sergeant die Moderation der Comedy-Panelshow Argumental des britischen Fernsehsenders Dave. 2019 war Lock zudem in Folge 4 der BBC-Comedyserie Mandy zu sehen.

## Auszeichnungen
Lock wurde im Jahr 2007 im Channel-4-Format die 100 Greatest Stand-Ups auf Platz 55 der größten (britischen) Stand-up-Comedians gewählt und erneut im Jahr 2010, dieses Mal auf Platz 19.
Im Jahr 2000 gewann er den British Comedy Award in der Kategorie „Best Live Comic“ (dt. Bester Live-Komiker); außerdem war er für den Perrier Comedy Award nominiert.

## DVD-Erscheinungen
- 2008: Live (17. November 2008: Live at London’s HMV Hammersmith Apollo)[40]
- 2010: Lockipedia Live (22. November 2010: Live at London’s HMV Hammersmith Apollo)[41]
- 2013: Purple Van Man – Live 2013 (18. November 2013: Live at London’s HMV Hammersmith Apollo)[42]
- 2017 Keep It Light – Live (20. November 2017: Live at Margate's Theatre Royal)[43]

## Filmografie (Auswahl)
- 1991: Acumen[44]
- 1993: Smart Alek[44]
- 1993: Newman and Baddiel in Pieces[29]
- 1995: The World of Lee Evans[29]
- 1995: Anton & Minty[44]
- 1996: The Chef and the Dancer[44]
- 1997: The Jack Docherty Show[44]
- 1998: Not The Jack Docherty Show[44]
- 1998–1999: 15 Minutes of Misery (Radiosendung)[30]
- 1999: Is It Bill Bailey?[28]
- 2000: TV to Go[44]
- 2000: Stand up Perrier[44]
- 2001: We Know Where You Live[44]
- 2001: This Filthy Earth[44]
- 2002: Jesus Christ Airlines[44]
- 2002: Is This It?[44]
- 2002–2004: 15 Storeys High[29]
- 2003–2011: QI[45]
- 2004: Today with Des and Mel[44]
- 2004: The Terry and Gaby Show[44]
- 2004: The Wright Stuff[44]
- 2005–2015: 8 Out of 10 Cats[29]
- 2006–2007: TV Heaven, Telly Hell[29][44]
- 2012–2021: 8 Out of 10 Cats Does Countdown[29]
- 2012–2013: The Channel 4 Mash Up[44]
- 2014: Sean Lock: Purple Van Man[44]
- 2017: Dying Laughing[44]
- 2020: Mandy[46]